# Quebec Noticias
Québec Noticias es un medio de prensa independiente electrónico en español, destinado a difundir noticias y entretenimiento, fundamentalmente dedicado a la comunidad hispana y latinoamericana residente en la provincia de Quebec y Canadá. Su sede está establecida en Montreal, principal metrópolis quebequense.

## Fundación y propósitos
Québec Noticias apareció por primera vez en versión papel, el 21 de noviembre de 2005. En la citada versión, se publicó por última vez en enero de 2007. 
El 15 de diciembre de 2005, se inaugura oficialmente la versión en Internet bajo el dominio: www.quebecnoticias.com. El 18 de marzo de 2007, se habilita el dominio www.quebecnoticias.ca, al cual se redirige el dominio original (www.quebecnoticias.com).  
En noviembre de 2010, el medio comienza a utilizar una plataforma informática basada en la tecnología Web 2.0. En ese entonces, dicho avance tecnológico lo ubica a la vanguardia de los medios escritos electrónicos hispanos de Canadá y los Estados Unidos, cuya reputación y vocación periodística son públicamente reconocidas. En octubre de 2011, Québec Noticias, presenta su nuevo sitio Web, desarrollado con un programa de Sistema de Gestión de Contenidos (traducido del inglés Content Management System, CMS).     
Desde sus orígenes, el medio ha impulsado una política periodística independiente, con el objetivo de transformarse en el referente de la prensa hispano-canadiense, apostando a difundir y apoyar la creatividad de los hispanos y latinoamericanos, establecidos en suelo canadiense. 
Québec Noticias favorece la integración de la comunidad hispana y latinoamericana a la vida social y económica de Canadá, a través de  diversas propuestas de carácter periodístico y de servicio comunitario. Además, difunde e impulsa iniciativas públicas o privadas, que favorecen el intercambio económico y cultural entre Canadá, América Latina y España.